# Băzăn, Ruse
Băzăn (în bulgară Бъзън) este un sat în comuna Ruse, regiunea Ruse,  Bulgaria. 

## Demografie
Componența etnică a satului Băzăn
     Bulgari (33,52%)
     Romi (1,3%)
     Turci (57,72%)
     Nicio identificare (7,19%)
     Altele (0,24%)
La recensământul din 2011, populația satului Băzăn era de 1.223 locuitori. Din punct de vedere etnic, majoritatea locuitorilor (57,72%) erau turci, existând și minorități de bulgari (33,52%) și romi (1,3%). Pentru 7,19% din locuitori nu este cunoscută apartenența etnică.